# Los Sauces (Guanajuato)
Los Sauces es una localidad del estado mexicano de Guanajuato. Es parte del municipio de León.

## Demografía
| Gráfica de evolución demográfica |
|                                  |

| Censo | Población |
| ----- | --------- |
| 1910  | 258       |
| 1921  | 245       |
| 1930  | 449       |
| 1940  | 639       |
| 1950  | 520       |
| 1960  | 1 013     |
| 1970  | 1 477     |
| 1980  | 1 557     |
| 1990  | 2 260     |
| 2000  | 1 186     |
| 2010  | 1 228     |
| 2020  | 1 135     |